# Immunodyfuzja
Immunodyfuzja – typ odczynu precypitacyjnego dla antygenów oraz przeciwciał (immunoglobulin) zachodzący w środowisku stałym. 

## Wiadomości ogólne
Immunodyfuzja jako jedna z licznych metod immunologicznych służy do równoczesnego diagnozowania wielu układów antygen-przeciwciało. Metoda ta bazuje na zjawisku dyfuzji antygenu i przeciwciała w żelu, przy czym oba reagenty powinny być rozpuszczalne. Na granicy zetknięcia się obu reagentów w obszarach ekwiwalentnych (tzn. o równym stężeniu) pojawiają się łuki bądź też pierścienie precypitacyjne (zależnie od obranej metody). W strefach nieekwiwalentnych, w których stężenie reagentów nie jest sobie równe, powstają połączenia antygenu z przeciwciałem o charakterze rozpuszczalnym (nie wykazują one zdolności do wytrącania się, czyli precypitacji).

## Warunki zajścia procesu immunodyfuzji
Proces immunodyfuzji zachodzi w żelu. Najczęściej stosowanymi podłożami żelowymi są: żel agarowy, żel agarozowy lub żel poliakrylamidowy. Stężenie podłoża powinno być dobrane odpowiednio do zastosowanej metody. 
Istotny wpływ na wydajne zajście procesu ma także pH roztworów buforowych zastosowanych w reakcji. Zazwyczaj powinno ono zawierać się w przedziale między 6,0 a 9,0. Dla żelu agarowego optimum występuje przy pH około 7.
Sam przebieg procesu, zależy także od takich czynników jak: wielkość cząsteczek, które ulegają procesowi dyfuzji oraz ich stężenia. Szybkość zachodzenia reakcji jest wprost proporcjonalna do stężenia cząsteczek dyfundujących, a odwrotnie proporcjonalna do ich wielkości (masy).
Na efekt końcowy reakcji mają wpływ także temperatura oraz czas inkubacji. Zależnie od przeprowadzanej próby, czas inkubacji jest różny i waha się najczęściej w granicach od 24 do 72 godzin. Inkubację przeprowadza się najczęściej w temperaturze pokojowej, choć dobór optimum temperaturowego zależy od rodzaju przeprowadzanej reakcji. 

## Podział metod immunodyfuzyjnych

Podwójna immunodyfuzja płytkowa.

Metody immunodyfuzyjne można podzielić według różnych kryteriów.
Podstawowym kryterium jest podział ze względu na ilość reagentów dyfundujących (ruchomych). Ze względu na to kryterium wyróżniamy dyfuzję pojedynczą, kiedy jeden reagent związany jest w żelu, a drugi w głąb niego dyfunduje oraz dyfuzję podwójną, kiedy oba reagenty dyfundują w głąb żelu. Ze względu na naczynie, w którym przeprowadzany jest proces, immunodyfuzję możemy podzielić na probówkową (odczyn Oudina) oraz płytkową (odczyn Outcherlony'ego). 
Wyróżniamy także odczyny jakościowe oraz ilościowe.
Odczyny precypitacyjne w środowisku stałym (odczyny immunodyfuzyjne):
- pojedyncza immunodyfuzja probówkowa: odczyn jakościowy stosowany w celu wykrywania określonych antygenów lub swoistych przeciwciał. Jeden z reagentów - przeciwciało - unieruchomiony jest w żelu, w głąb którego dyfunduje antygen. W strefach ekwiwalencji, jeśli odczyn reakcji będzie dodatni, pojawią się pierścienie precypitacyjne.
- podwójna immunodyfuzja probówkowa: odczyn jakościowy stosowany w celach podobnych jak powyższa metoda. Przeciwciała zatopione są w żelu. Od roztworu antygenu warstwa ta oddzielona jest dodatkową, obojętną warstwą żelu. Oba reagenty - przeciwciała jak i antygeny - dyfundują w głąb warstwy obojętnej. W strefach ekwiwalencji, jeśli odczyn reakcji jest dodatni, powstaną pierścienie precypitacyjne.
- pojedyncza immunodyfuzja płytkowa: odczyn ilościowy, stosowany w celu określenia stężeń interesujących nas białek zawartych w surowicy. Przeciwciała związane są w żelu, a ich stężenie w każdym punkcie płytki jest stałe. W otworach wydrążonych w podłożu umieszcza się roztwory badanego białka (antygenu), które podczas inkubacji swobodnie dyfundują w głąb żelu. W strefie przyzbiornikowej stężenie antygenu jest duże, a wraz z trwającą dyfuzją będzie malało, wskutek wiązania cząsteczek antygenu przez przeciwciała znajdujące się w podłożu. W strefie ekwiwalencji powstaną pierścienie precypitacyjne, których średnica jest wprost proporcjonalna do stężenia danego antygenu.
- podwójna immunodyfuzja płytkowa: metoda stosowana w celu określenia stopnia podobieństwa antygenowego badanych białek. Próba przeprowadzana jest w żelu, w którym umiejscawia się roztwór antygenu i surowicy (po przeciwległych stronach). W zależności od potrzeb badania można badać różne surowice i jeden antygen, lub różne antygeny z jedną surowicą. Oba reagenty mogą swobodnie dyfundować w głąb żelu. W strefach ekwiwalencji reagentów pojawią się charakterystyczne łuki precypitacyjne, których kształt pozwala na interpretacje podobieństwa antygenowego badanych białek. Jeżeli linie precypitacyjne łączą się łukowato to białka są identyczne antygenowo, jeżeli krzyżują się to są one całkowicie różne.